# 郭凯 (1971年)
郭凯（1971年10月—），辽宁盘山人，汉族，中国共产党党员。中华人民共和国政治人物、第十三届全国人民代表大会辽宁省代表。

## 生平
2018年，郭凯被选为辽宁省出席第十三届全国人民代表大会代表。